# Vadkerti Imre
Vadkerti Imre (Révkomárom, 1976. január 5.) előadóművész.

## Élete
Vadkerti Imre 1976. január 5-én született Révkomáromban. Az általános iskolát Gútán végezte, majd szakmát Érsekújvárban tanult. A zene és a színház szeretete kora gyermekkora óta jelen van életében. Előbb zenekarokkal énekelt, létrehozta az Alfarock együttest, majd 1998-ban a Friends zenekart. 1993-ban a Komáromi Jókai Színházban Gábriel arkangyalként mutatkozott be, a Mária evangéliuma rockoperában. 2000-ben alapító tagja volt a Kis-Duna Menti Rockszínháznak, emellett tagja volt az Érsekújvári Rockszínpadnak is. Mindkét alkotó műhelyhez sikeres szerepek kötötték. Általános ismertségében fordulópont volt a 2007-es év, amikor jelentkezett a Magyar Televízió Társulat című műsorába, ahol a megmérettetés során Koppány szerepét nyerte el a 25 éves jubileumi István, a király rockopera előadásban. Ez a szerep volt meghatározó színészi munkásságában 2010-ig. Eközben szintén nagy sikerrel alakította Tom Miggles szerepét a Leányvásár című operettben, a Pécsi Nemzeti Színházban.
2010-től pár éven át a Komáromi Magyar Lovas Színházban lépett fel. Korábban a Trója, majd a  a 2011-ben bemutatott, méltán nagy sikerű Honfoglalás rockoperában, ahol a honfoglaló Árpád vezért alakította, óriási sikerrel. 2012 júliusában került bemutatásra Az utolsó betyár című népi rockopera, amelyben korábbi szerepeitől eltérően a darab negatív hősét, a bírót személyesítette meg. 2013-tól a színház nagy sikerű János vitéz előadásában, Bagó szerepében arat osztatlan sikert. A színház 2014-es ősbemutatójában, a Kincsem rockoperában ismét főszerepben láthatták, a sikerló tulajdonosát, a Grófot alakította.
2010 és 2013 között a Sziget Színházban is láthatták meghatározó szerepeiben, a Honfoglalás rockopera Árpád vezéreként, és Agamemnónként a Trója előadásokban.
2017-ben, Arany János születésének bicentenáriumi évében, az Emlékbizottság által is támogatott Vörös Rébék előadás "kasznár" szerepében lépett közönség elé. 
2011-ben a Kormorán zenekar szólóénekese, frontembere lett.  Amellett, hogy a Kormorán zenekarban énekel, jelenleg is ad önálló műsorokat, valamint zenekar által kísért saját koncerteket, akusztikus zenekarával, vagy a Három Királyok formáció tagjaként.  Előadóművészként számos helyen fellép, Európában és a tengerentúlon is, művészetével hozzájárulva a magyarságtudat erősítéséhez.   Egyéni énekhangjának, tehetségének köszönhetően bármely stílusban otthon van.
2013-ban elnyerte a Harmónia Magyar Zenei Díjat, amely a Felvidéken élő és tevékenykedő magyar zenészek szakmai elismerése.
2014 júniusában megjelent első szólóalbuma, Sólyomszárnyán címmel.
2014-ben már hangszeres zenészként is jelentkezik, három, később négytagú  formáció tagjaként akusztikus hangzású koncerteket adva. Repertoárjukban hangsúlyos szerepet kap a verséneklés.
2016-ban ismét Harmónia díjban részesült - Az év szólistája, zenekara vagy csoportja megzenésített vers, világzene, musical vagy dzsessz  - műfajban.
Ugyan ebben az évben a felvidéki Zsigárdon Pro Traditione díjat vehetett át.
2017. augusztus 18-án Magyarország kormánya Külhoni Magyarságért díjjal ismerte el munkásságát .
2020-ban a Kormorán zenekar tagjaként a Duna díjat vehette át
2023-ban Kallós Zoltán díjban részesült a Kormorán zenekar tagjaként. 
Szabadidejét is a zene tölti ki.  A felvidéki Gútán él. Három gyermek édesapja.  

## Elismerései
- 2013. Harmónia díj - A legjobb énekes vagy szólista kategória
- 2016. Pro Traditione díj
- 2016. Harmónia díj - Az év szólistája, zenekara vagy csoportja megzenésített vers, világzene, musical vagy dzsessz műfajban
- 2017. Külhoni Magyarságért díj
- 2020. Duna-díj
- 2023. Kallós Zoltán díj, a Kormorán zenekar tagjaként.

## Szerepei
A Színházi adattárban regisztrált bemutatóinak száma: 4.
- Valkai tanár úr (Légy jó mindhalálig)
- Kukorica Jancsi (János vitéz)
- János apostol (Mária evangeliuma)
- József (József és a színes szélesvásznú álomkabátban)
- Koppány (István, a király)
- Tom Miggles (Leányvásár)
- Agamemnón (Trója)
- Árpád (Honfoglalás)
- Bíró (Az utolsó betyár)
- Bagó (János vitéz)
- A Gróf (Kincsem)
- Don Bosco (Gyermekek fénye)[3]
- Kasznár (Vörös Rébék)
- Kinizsi Pál (Kinizsi, a nép fia )